# Barra do Mendes
Barra do Mendes é um município brasileiro do estado da Bahia, situado a 534 km a sua capital Salvador, a ligação entre as duas cidades se dá essencialmente através da BA-052 (Estrada do Feijão). Sua população, conforme estimativas do IBGE de 2021, era de 13 128 habitantes.

## História
No início do século XIX, era uma fazenda chamada Barra, justamente porque ficava no encontro de dois rios. O Mendes foi acrescentado em homenagem ao proprietário desta família. É ao redor desta fazenda Barra que surgiram outras e posteriormente uma grande aglomeração de pessoas.
Até 1917, Barra do Mendes e Ipupiara eram distritos de Brotas. E após exercer o cargo de Intendente (prefeito) de Brotas de 1914 a 1916, Militão Coelho solicitou ao governador a separação do município e a formação de outro com sede em Barra do Mendes e tendo o Fundão (atual Ipupiara) e Morpará como distritos. O então governador, Antonio Muniz Aragão, atende seu pedido e, pela Lei Estadual nº 1.203 de 21 de Julho de 1917, o município é criado.
Em 1918, Militão Coelho invade Brotas de Macaúbas a fim de prender o "major Venas" (Joviniano dos Santos Rosa, tabelião), que lhe desobedecera. O major era compadre de Horácio de Matos, inclusive criando-lhe duas filhas naturais.
Dando mostras de seu estilo, o velho coronel ainda atira no maxilar de sua vítima, para que este nunca mais discuta suas ordens. Horácio vê que somente pela força pode se entender com Militão: invade Brotas de Macaúbas, resgatando seu aliado e preparando-se para a resposta. Militão, que estava na capital, retorna e os combates têm início.
Duas batalhas decidem o destino desta primeira refrega, após dois meses de intenso combate: Pega e Fundão. Horácio assume a chefia política da cidade, feito Intendente, ao passo em que Militão fortifica-se, em Barra do Mendes, então distrito de Brotas.
Derrotado em armas, Militão obtém uma vitória política, junto ao governador Antônio Muniz, com a emancipação de Barra do Mendes, levando ainda o distrito de Fundão e exigindo o distrito de Guigós ao vizinho Gameleira. Renovato Alves Barreto, líder daquela cidade, pede ajuda a Horácio, que envia cinquenta homens a Gentio do Ouro, então um povoado entre as duas localidades.
Militão manda crucificar um amigo de Horácio, Onésimo Lima, e seus jagunços expropriam a Fazenda Melancia e tomam todo o gado de um seu parente. A guerra estava declarada.
A pedido do Governador Dr. Antonio Muniz Ferrão de Aragão, em Lençóis, o Coronel Horácio de Matos exigiu que Militão fosse afastado da política local e que a SEDE do município de Barra do Mendes fosse transferida para o Fundão, (atual Ipupiara). Horácio de Matos e João Arcanjo reanexam informalmente o território de Barra do Mendes ao de Brotas de Macaúbas. A extinção oficial do município se deu pela Lei Estadual nº 1.388 de 24 de maio de 1920].
Somente em 1958, na gestão do governador Antonio Balbino de Carvalho Filho, foram, Ipupiara e Barra do Mendes, separadas e puderam se constituir como cidades. Neste período era prefeito de Brotas, em primeira gestão, o senhor Gaudêncio Oliveira.
O município de Barra do Mendes foi restaurado, com territórios de parte dos Municípios de Gentio do Ouro e Brotas de Macaúbas, pela Lei Estadual nº 1.034, de 14 de agosto de 1958, e reinstalado em 7 de abril de 1959.

## Distritos
Barra do Mendes (sede), Antari e Minas do Espírito Santo.[carece de fontes?]

## Prefeitos
Lista dos administradores do município;
- Dr. Aurelino Alves Barreto (1959-1963);
- Dr. Francisco Vieira Tosta (1963-1967);
- Dr. Aurelino Alves Barreto (1967-1970);
- Álvaro Campos de Oliveira (1971-1973);
- Florisvaldo Sodré de Araújo (1973-1977);
- Aníbal Campos de Oliveira (1977-1983);
- Valdomiro Figueiredo Bastos (1983-1988);
- Aníbal Campos de Oliveira (1989-1992);
- Manoel Gabriel dos Santos (1993-1996);
- José Carlos dos Santos (1997-2000);
- José Carlos dos Santos (2001-2004);
- Manoel Gabriel dos Santos (2005-2008);
- Manoel Gabriel dos Santos (2009-2012);
- Armênio Sodré Nunes (2013-2016);
- Armênio Sodré Nunes (2017-2020);
- Antônio Barreto de Oliveira (2021-2024);
- Manoel Gabriel dos Santos (2025-2028).